# Karl Wendling (pianista)
Karl Wendling   (Frankenthal, 14 de novembre de 1857 - Leipzig, 20 de juny de 1918) fou un pianista i professor de música alemany.
Graduat al conservatori de Leipzig (1881), estudiant de Johannes Weidenbach (piano) i Salomon Jadassohn (teoria). Durant tres anys va ensenyar a Magúncia, i des del 1884 al conservatori de Leipzig. Entre els seus estudiants, en particular, Cornelis Dopper, Wilhelm Rettich, músics de Rússia Alexander Moiseevich Veprik, Vera Zastrabskaya, Erika Voskoboinikova.
Com a pianista, és conegut, sobretot, per la seva apel·lació al teclat experimental inventat per Paul von Jankó. Com a acompanyant, va actuar, en particular, amb les cantants Katharina Klafsky i Fanny Moran-Olden, violinista Teresina Tua. El 1905, a Leipzig, va realitzar diversos enregistraments per a la firma Welte-Mignon (obres de Jadasson, Joachim Raff, Edward Grieg, Christian Sinding, Georges Bizet, etc.)